# Waiholameer
Het Waiholameer (Lake Waihola) is een zoetwatermeer op het Zuidereiland van Nieuw-Zeeland. Samen met het Waiporimeer maakt het deel uit van een aaneengesloten merengebied.

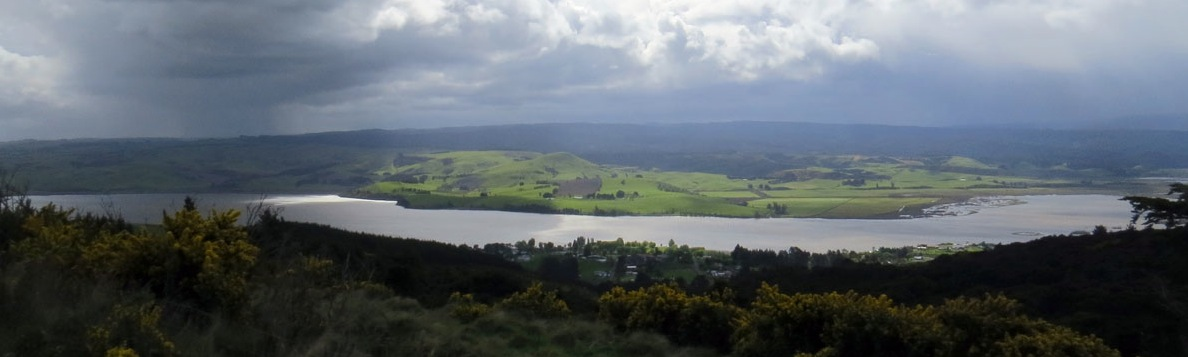
Panorama over het Waiholameer